# Márton Czirók
Márton Czirók (Budapest, 5 agosto 1990) è un giocatore di football americano ungherese che gioca nel ruolo di wide receiver per i Fehérvár Enthroners.